# 직지 프로젝트
직지 프로젝트는 한국의 고전 문학을 전산화하는 프로젝트이다.

## SF 직지 프로젝트
SF 직지 프로젝트는 1999년에 시작된 한국 SF 고서 전산화 프로젝트로, 2000년 5월 5일에 마무리되었다.